# Confessions
Confessions är R&B-sångaren Ushers fjärde studioalbum, utgivet 2004. Det innehåller hitarna "Yeah!", "Burn" och "Confessions Pt. 2".

## Låtlista
1. "Intro" - 0:46
2. "Yeah!" - 4:10
3. "Throwback" - 4:01
4. "Confessions (Interlude)" - 1:15
5. "Confessions, Pt. 2" - 3:49
6. "Burn" - 4:15
7. "Caught Up" - 3:44
8. "Superstar (Interlude)" - 1:04
9. "Superstar" - 3:28
10. "Truth Hurts" - 3:51
11. "Simple Things" - 4:57
12. "Bad Girl" - 4:21
13. "That's What It's Made For" - 4:37
14. "Can U Handle It?" - 5:45
15. "Do It to Me" - 3:53
16. "Take Your Hand" - 3:03
17. "Follow Me" - 3:31